# Compsognathus
Sous-famille
Genre
Espèce
Compsognathus (signifiant « mâchoire élégante ») est un genre de petits dinosaures carnivores de l'ordre des saurischiens, du sous-ordre des théropodes et de la famille des compsognathidés d'environ un mètre de long. Deux fossiles ont été découverts : l'un en Bavière, en Allemagne dans les années 1850, sous le nom de longipes et l'autre dans le sud de la France en 1972 sous le nom de corallestris dans des couches attribuées au début du Tithonien, au Jurassique supérieur, de -155 à -150 millions d'années, mais on s'aperçut ensuite qu'il s'agissait de la même espèce et aujourd'hui, Compsognathus longipes est la seule espèce reconnue. Pour tous les fossiles, le processus taphonomique de fossilisation montre un milieu lagunaire ou lacustre calme, propice à la conservation des détails.
Compsognathus possédait des os fins et légers. C'était probablement un carnivore/insectivore chassant de menues proies : ses dents crénelées sont incurvées vers l'arrière, et sur l'un des exemplaires on a trouvé des os de lézard fossilisés à l'emplacement de son estomac. Ses pattes postérieures sont longues et fines, et sa vitesse maximale a été estimée par extrapolation à partir des oiseaux coureurs actuels de taille comparable (Géocoucous) à 64 km/h, ce qui en fait peut-être un des bipèdes les plus rapides ayant jamais existé. Ses pattes antérieures étaient longues et fines elles aussi, et ses mains ne comptaient que trois doigts, dont deux sont mobiles, mais le troisième était atrophié. Son crâne était léger et sa queue était comme les pattes, longue et fine, prolongeant ainsi son corps à l'horizontale. Par ailleurs, les os de ses pattes étaient creux.

## Description

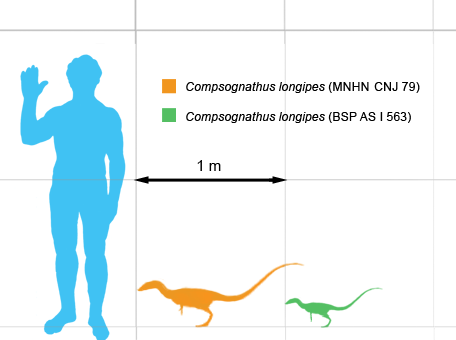
Tailles respectives des spécimens français (orange) et allemand (vert) par rapport à un être humain

Pendant des décennies, Compsognathus a été célèbre comme étant le plus petit dinosaure connu ; les spécimens découverts mesuraient environ 1 m de longueur. Toutefois, des dinosaures découverts plus tard, comme Caenagnathasia, Microraptor et Parvicursor, sont encore plus petits. On estime que le plus grand spécimen de Compsognathus pesait entre 0,83 et 3,5 kg,.
C'était un petit animal bipède avec de longues pattes postérieures et une queue encore plus longue, qu'il utilisait pour garder son équilibre quand il se déplaçait. Les membres antérieurs étaient plus petits que les postérieurs et possédaient trois doigts terminés par des griffes solides adaptées pour saisir ses proies. Sa tête, étroite et longue, avait un museau effilé. Léger, le crâne avait cinq paires d'apsides ou fenestrae (ouvertures osseuses du crâne), dont la plus importante était l'orbite. Les yeux étaient grands en proportion du reste du crâne.
La mâchoire inférieure était mince et n'avait pas de fenêtre mandibulaire, un trou situé dans la mâchoire inférieure et fréquemment observé chez les archosaures. Les dents étaient petites mais fortes, adaptées à son régime alimentaire composé de petits vertébrés et éventuellement d'autres petits animaux, comme des insectes. Ses dents antérieures (celles situées sur les prémaxillaires) étaient non dentelées, contrairement à celles situées plus en arrière dans la mâchoire. Les scientifiques ont utilisé ces caractéristiques dentaires pour identifier Compsognathus et ses plus proches parents.

## Découvertes et espèces

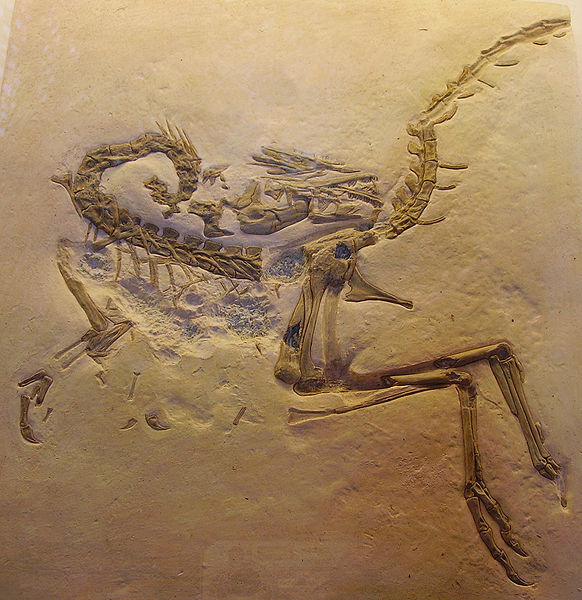
Moulage du Musée d'histoire naturelle de l'université d'Oxford. Joseph Oberndorfer a découvert ce fossile en Allemagne (Bavière) dans les années 1850.

Le genre Compsognathus est connu grâce à deux squelettes presque complets, l'un découvert en Allemagne qui mesurait environ 89 cm de long et un autre découvert en France qui mesurait 125 cm. Le médecin et collectionneur de fossiles, Joseph Oberndorfer, a découvert le spécimen allemand (BSP AS I 563) dans les dépôts de calcaire de Solnhofen dans la région de Riedenburg-Kelheim en Bavière dans les années 1850. Le calcaire de la région de Solnhofen a également permis de retrouver des fossiles bien conservés d'Archaeopteryx avec des impressions de plumes et chez certains ptérosaures les empreintes de leurs membranes alaires chez des animaux ayant vécu au début du Tithonien. Johann A. Wagner a étudié brièvement le spécimen en 1859, quand il a inventé le nom de Compsognathus longipes, et il a décrit en détail en 1861. Au début de 1868, Thomas Huxley a comparé les deux espèces et a conclu que, en dehors des bras et des plumes, le squelette d'archéoptéryx était très semblable à celui du Compsognathus, et que l'oiseau primitif était lié aux dinosaures,. En 1896, Othniel Marsh reconnaît le fossile comme un vrai membre des Dinosauria. John Ostrom a soigneusement redécrit l'espèce en 1978, ce qui en fait l'un des petits théropodes les mieux connus de cette époque. le spécimen allemand est exposé à Bayerische Staatsammlung für Paläontologie und historische Geologie (Institut de paléontologie et de géologie historique de l'état bavarois) à Munich, en Allemagne.
Le spécimen français (MNHN CNJ 79), plus grand, a été découvert en 1971 dans le calcaire lithographique « Portlandien » du Lagerstätte de Canjuers dans le Var, dans le sud-est de la France. Il remonte au Tithonien inférieur. Bien que Bidar l'ait décrit à l'origine comme une espèce distincte appelée Compsognathus corallestris, Jean-Guy Michard et autres chercheurs l'ont depuis identifié comme un autre exemplaire de Compsognathus longipes,. Quimby a identifié le petit spécimen allemand comme un jeune de la même espèce. En 1983, le Muséum national d'histoire naturelle de Paris a acquis le fossile français de Compsognathus; Michard l'a soigneusement étudié là-bas. Des scientifiques avaient attribué à l'origine une partie de pied, lui aussi découvert à Solnhofen, à un Compsognathus mais, plus tard, les études ont réfuté cette hypothèse. Zinke a attribué des dents découvertes dans la formation de Guimarota au Portugal datant du Kimméridgien comme appartenant au même genre.

## Classification

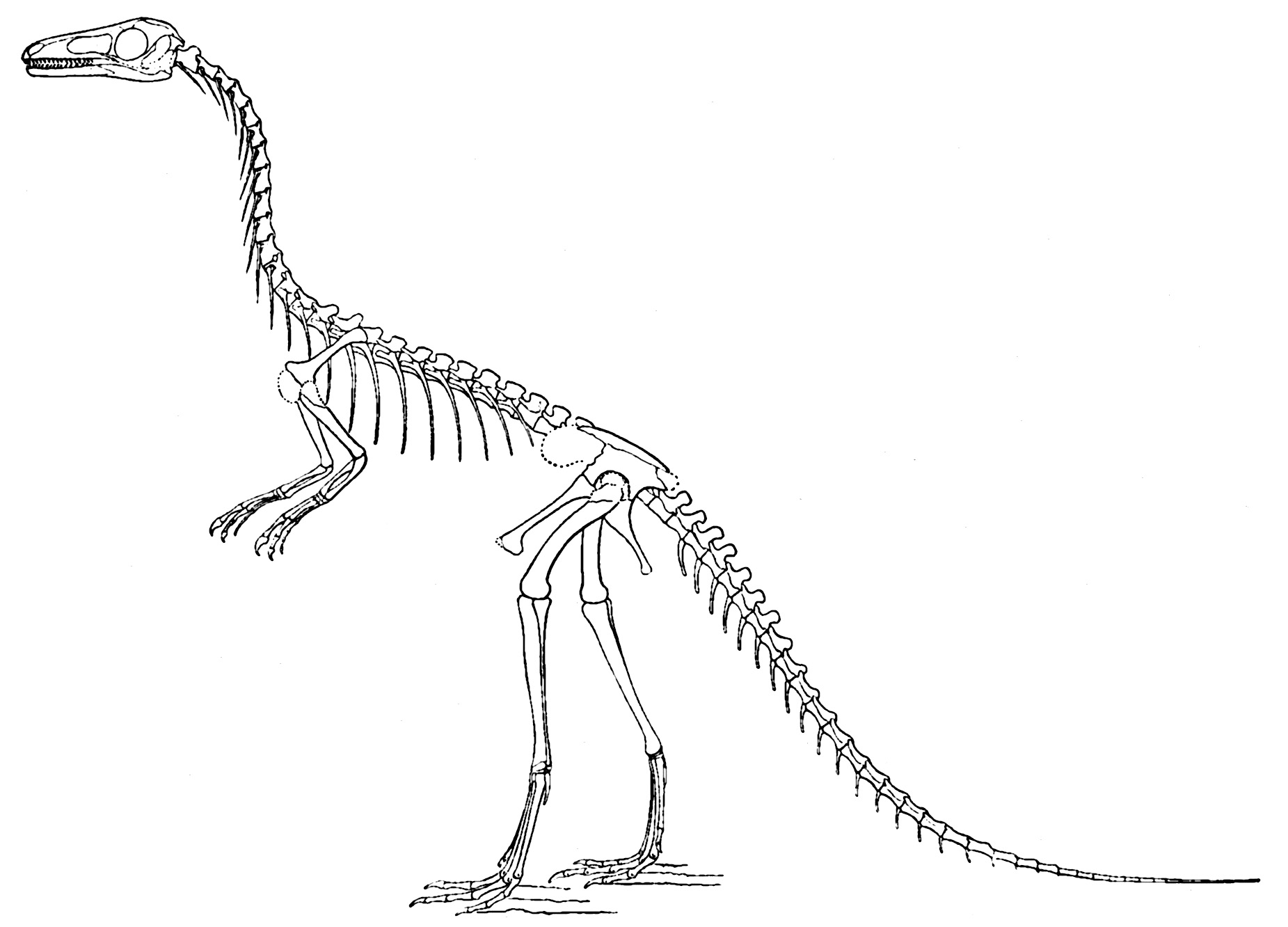
Dessin de squelette restauré par Othniel Charles Marsh.

Compsognathus a donné son nom à la famille des Compsognathidae, une famille composée principalement de petits dinosaures ayant vécu à la fin du Jurassique et au début du Crétacé en Chine, Europe et en Amérique du Sud. Pendant de nombreuses années, il en a été le seul genre connu. Cependant, au cours de ces dernières décennies, les paléontologues ont découvert plusieurs genres apparentés. Le clade comprend maintenant Aristosuchus, Huaxiagnathus, Mirischia, Sinosauropteryx, et peut-être Juravenator et Scipionyx. À un moment donné, Mononykus a été proposé comme membre de la famille mais l'hypothèse a été rejetée par M. Chen dans un document de 1998. Il considérait les similitudes entre Mononykus et les compsognathidés comme étant un exemple d'évolution convergente. La position de Compsognathus et ses parents au sein du groupe des coelurosauriens est incertaine. Certains, comme les experts de théropodes Thomas Holtz Jr., Ralph Molnar et Phil Currie dans la revue de référence Dinosauria de 2004, la maintiennent comme la famille la plus primitive des coelurosauriens, tandis que d'autres la placent dans les Maniraptora,.

## Paléoécologie

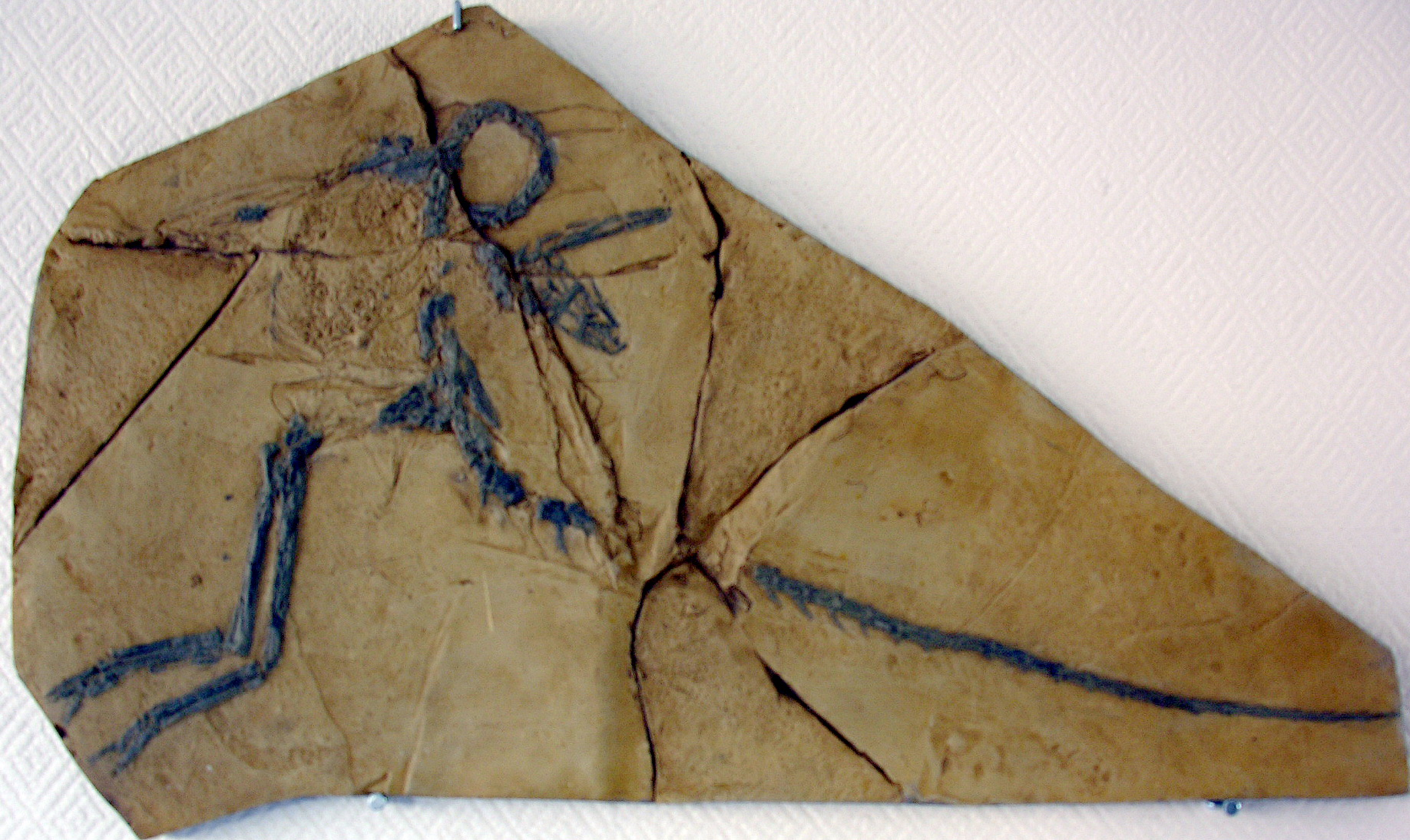
Moulage du fossile du Lagerstätte de Canjuers, France.

À la fin du Jurassique, l'Europe était un archipel au climat sec, tropical, situé au bord de la mer Téthys. Le calcaire fin dans lequel les squelettes de Compsognathus ont été trouvés trouve son origine dans la calcite de coquillages marins. Tant la région de Solnhofen que celle de Canjuers, où les Compsognathus ont été préservés étaient au Jurassique des lagunes situées entre les plages et les récifs coralliens des îles européennes de la mer de l'océan Téthys. Les contemporains de Compsognathus comprennent l'oiseau primitif Archaeopteryx et les ptérosaures Rhamphorhynchus et Pterodactylus. Les sédiments dans lesquels les Compsognathus ont été retrouvés contenaient aussi des fossiles d'animaux marins tels que des poissons, des crustacés, des échinodermes et des mollusques marins, confirmant l'habitat côtier de ce théropode. Aucune autre espèce de dinosaure n'a été trouvée en association avec Compsognathus, ce qui laisse à penser que ce petit dinosaure pourrait en fait avoir été le prédateur terrestre supérieur dans ces îles.

## Paléobiologie
Dans une étude effectuée en 2001 par Bruce Rothschild et d'autres paléontologues, neuf os du pied appartenant au Compsognathus ont été examinés pour rechercher des signes de fracture de fatigue, mais aucune n'a été trouvée.

### Main
Le spécimen de Compsognathus découvert en Allemagne au XIXe siècle ne présentait que deux doigts sur chaque membre antérieur, ce qui avait conduit les scientifiques à conclure que c'était la manière dont l'animal se présentait dans la vie. Cependant, le fossile découvert plus tard en France a révélé que les mains avaient trois doigts, semblables aux autres membres des compsognathidés. La fossilisation du Compsognathus allemand aurait simplement omis de bien conserver les membres antérieurs du spécimen. Bidar suppose que l'échantillon français avait des filaments au niveau des membres antérieurs, ce qui pourrait correspondre à des membres palmés chez l'animal vivant. Dans le livre en 1975 sur The Evolution and Ecology of the Dinosaurs (L'évolution et l'écologie des dinosaures), LB Halstead décrit l'animal comme un dinosaure amphibie capable de se nourrir de proies aquatiques et de nager hors de portée des grands prédateurs. Ostrom a démystifié cette hypothèse en montrant de façon concluante que l'échantillon français était presque identique à l'échantillon allemand dans tous ses aspects, hors la taille. Peyer a confirmé ces conclusions.

### Régime alimentaire

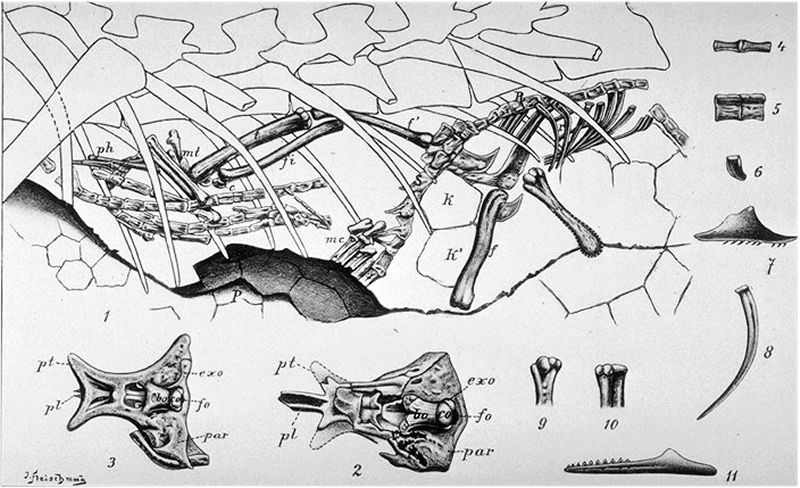
Illustration de 1903 due à Franz Nopcsa montrant le contenu stomacal du fossile allemand de Compsognathus longipes.

Les restes d'un lézard retrouvés dans la cavité abdominale du spécimen  allemand montrent que Compsognathus se nourrissait de petits vertébrés. Marsh, qui avait examiné le spécimen en 1881, pensait que ce petit squelette à l'intérieur du ventre de Compsognathus était un embryon mais, en 1903, Franz Nopcsa a conclu que c'était un lézard. Ostrom a identifié ces restes comme appartenant à un lézard du genre Bavarisaurus d'où il a conclu que c'était un coureur rapide et agile grâce à sa longue queue et aux proportions de ses membres. Cela a conduit à penser que son prédateur, Compsognathus, devait avoir une vision nette et des capacités d'accélérer rapidement pour devancer le lézard. Le Bavarisaurus est en une seule pièce, ce qui indique que Compsognathus l'a avalé entier. Le contenu gastrique du spécimen français consiste en des lézards non identifiés ou des sphenodontidés.

### Existence d’œufs?
Des œufs de 10 mm de diamètre ont été découverts près des restes fossiles du Compsognathus allemand. En 1901, Friedrich von Huene les a interprétés comme des ossifications dermiques. Griffiths les a décrit comme des œufs immatures en 1993. Cependant, plus tard, les chercheurs ont douté de leur affectation au genre parce qu'ils ont été trouvés en dehors de la cavité du corps de l'animal. Un fossile bien préservé de Sinosauropteryx, un genre lié à Compsognathus, montre deux oviductes portant deux œufs non pondus. Ces œufs proportionnellement plus grands et moins nombreux que ceux de Sinosauropteryx jettent le doute sur l'identification d'origine des œufs de Compsognathus.

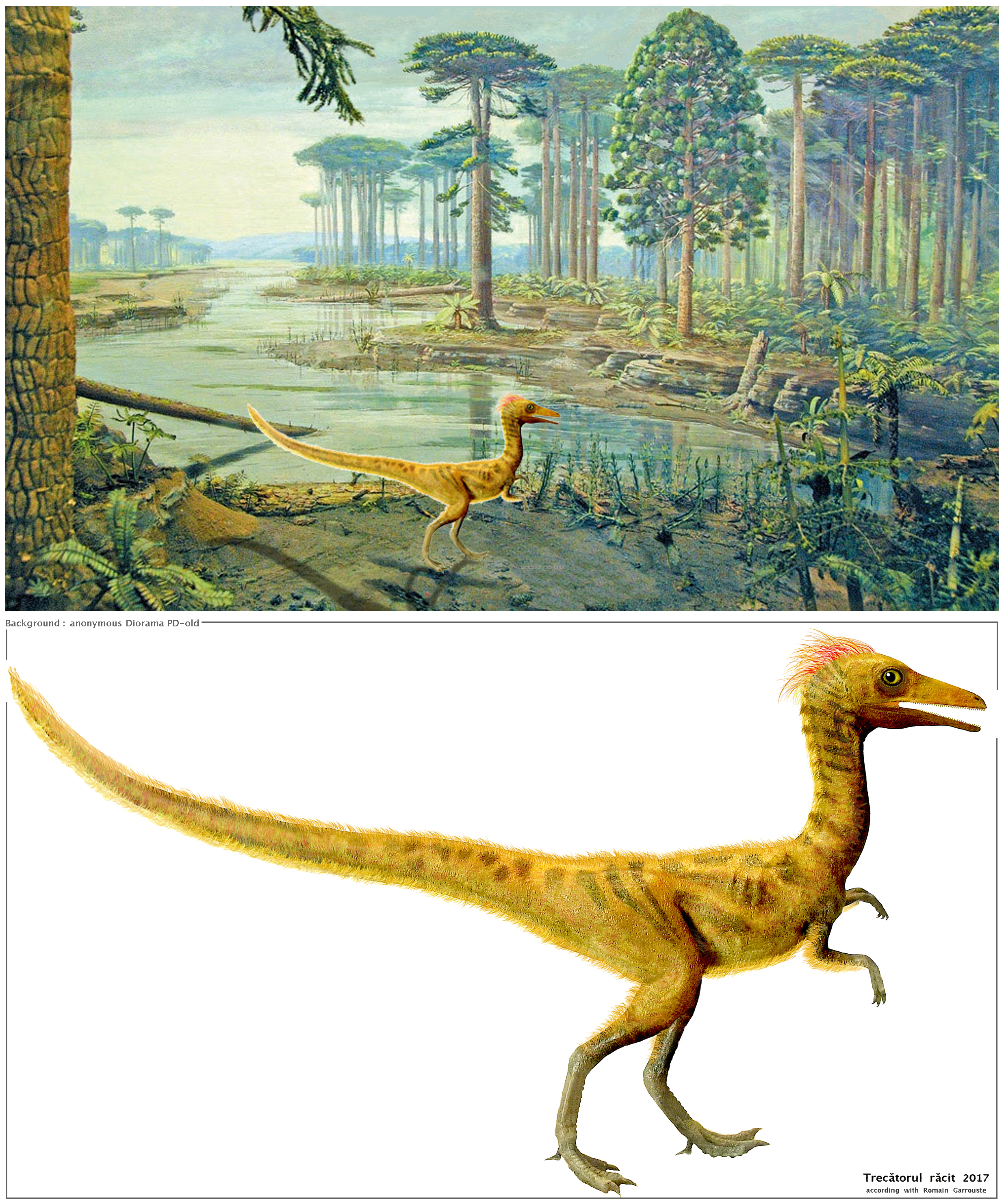
Compsognathus longipes, milieu de vie au Tithonien à Canjuers et apparence possible avec des protoplumes

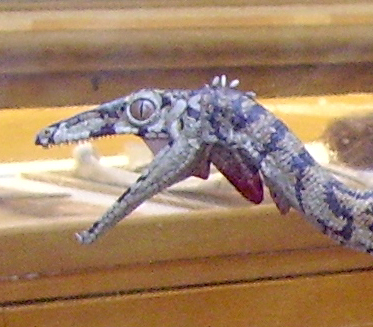
Modèle du Musée d'histoire naturelle de l'université d'Oxford montrant la tête, étroite et longue, avec son museau effilé et des phanères de type « reptilien »

### Le revêtement cutané et la relation avec les oiseaux
Pendant près d’un siècle, Compsognathus a été le seul théropode de petite taille connu. Cela a conduit à des comparaisons avec l’Archaeopteryx et sur une possible relation avec les oiseaux. En fait, Compsognathus, plus qu’Archaeopteryx, avait piqué l'intérêt de Huxley pour l'origine des oiseaux. Les deux animaux partagent tant similitudes de forme, de taille et de proportions, qu'un squelette sans plumes d’Archaeopteryx avait été pendant de nombreuses années identifié comme un Compsognathus. D’autres dinosaures, comme Deinonychus, Oviraptor et Segnosaurus, sont maintenant connus pour avoir été, parmi les dinosaures non-aviens, les plus étroitement apparentés aux oiseaux.
Des fossiles des dinosaures proches de Compsognathus, comme Sinosauropteryx et Sinocalliopteryx, possèdent des restes de plumes filamenteuses recouvrant leur corps comme une fourrure, ce qui incite des chercheurs à penser que Compsognathus a pu avoir des plumes du même type. C'est pourquoi de nombreuses représentations de Compsognathus le montrent couvert d'un duvet de proto-plumes. Mais contrairement aux Archaeopteryx trouvés dans les mêmes sédiments que lui, Compsognathus ne présente aucun signe de plume ou proto-plume. Karin Peyer, en 2006, a rapporté des impressions de peau conservée sur le côté de la queue à partir de la treizième vertèbre caudale, présentant de petits tubercules bosselés, semblables aux écailles de la queue et des pattes postérieures des Juravenators. Même si Ostrom a réfuté son interprétation,, Von Huene avait déjà signalé d’autres écailles dans la région abdominale du Compsognathus allemand. C’est pourquoi le Muséum du Var a choisi de reconstituer sans plumes cette espèce.
Comme chez Compsognathus et contrairement au cas du Sinosauropteryx, un fragment de peau fossilisée de la queue et des pattes arrière d’un possible parent de Juravenator, montre essentiellement des écailles, mais il existe des indices d’une possible présence de plumes primitives dans certaines zones préservées. Cela peut signifier que la couverture de plumes n’était présente, dans ce groupe de dinosaures, ni chez toutes les espèces, ni sur tout le corps de celles qui en avaient, mais du point de vue taphonomique il est également possible que les spécimens trouvés aient subi un début de putréfaction avant fossilisation et ainsi perdu leur plumage, comme c'est le cas aujourd'hui pour les oiseaux morts noyés.

## Compsognathus et culture populaire
Compsognathus est très connu auprès du public et apparaît dans de nombreux médias. La raison de sa popularité est due au fait que pendant un siècle environ, il a été la seule lignée de dinosaures de petite taille connue, la plupart des autres petits dinosaures ayant été découverts et décrits à partir de 1950,.
- Compsognathus apparaît dans l’univers Jurassic Park, pour la première fois dans le film Le Monde perdu : Jurassic Park où il est le premier dinosaure vu à l'écran. Il apparaît aussi dans Jurassic Park 3 et Jurassic World : Fallen Kingdom. Dans Le Monde perdu: Jurassic Park, l'un des personnages identifie incorrectement l'espèce sous le nom de Compsognathus triassicus combinant le nom du genre Compsognathus avec le nom d'espèce de Procompsognathus, un petit carnivore lointainement apparenté, ayant vécu au Trias, décrit et apparu dans le roman Jurassic Park[46], c'est d'ailleurs l'une des raisons qui fait que les deux dinosaures sont souvent confondus, mais la principale raison est la ressemblance des deux espèces. Les « compies » (leur surnom américain) sont décrits comme des animaux sociaux, chassant en meute ce qui les rend capables de s'attaquer à des proies à taille humaine grâce à leur grand nombre. Ce comportement a été inventé de toutes pièces par les créateurs de Jurassic Park car il n'y a aucune trace fossile démontrant que Compsognathus ou Procompsognathus aient eu des comportements sociaux, mais cela reste néanmoins une hypothèse plausible.
- Des Compsognathus apparaissent dans le film Le monde (presque) perdu.
- Dans la série de BD Les dinosaures en bande dessinée, l'un des personnages récurrents est un Compsognathus malchanceux qui se fait souvent dévorer.
- Compsognathus apparaît dans le jeu "Jurassic Park 3 Dino Defender".
- Compsognathus apparaît dans le jeu Lego Jurassic World.
- Des Compsognathus apparaissent dans le jeu Telltale Jurassic Park The Game.
- Compsognathus apparaît en tant que personnage jouable dans The Lost World Jurassic Park (1997) de DreamWorks Interactive.
- Compsognathus apparaît dans le jeu Android "Jurassic Park Builder".
- Compsognathus apparaît dans le jeu Ark Survival Evolved, avec la possibilité de l’apprivoiser, il est représenté avec deux plumes sur la tête.
- Des Compsognathus apparaissent dans l'écran d'accueil et en tant que dinosaure jouable du jeu Primal Carnage Extinction.
- Compsognathus est présent dans le jeu Dino D-day, en tant que dinosaure jouable, sa fonction consiste à transporter des explosifs et de se faire exploser avec pour tuer les ennemis du camp adverse.